# Arbre del catxú
Arbre del catxú (Acacia catechu) és una espècie de planta lleguminosa del gènere Acacia.

## Distribució i morfologia
Aquest arbre es troba a moltes regions d'Àsia, incloent-hi la Xina, l'Índia i les zones costaneres de l'oceà Índic.
És un arbre que pot arribar als 15 m d'alçada. Les flors són una inflorescència de tipus raïm de color groc o blanc groguenc. Els fruits formen una beina llarga i plana que continua unida a la branca després de l'assecament. L'arbre del catxú es propaga mitjançant les llavors.

## Usos

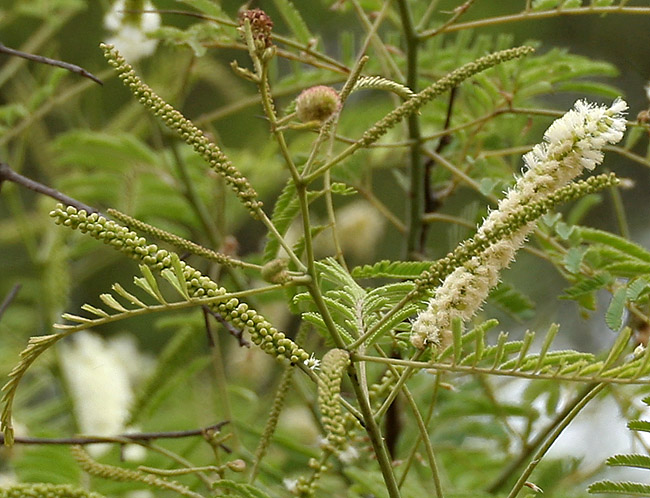
Detall de les flors

L'extracte de la fusta d'aquest arbre és un colorant molt fort, el catxú. S'utilitza tradicionalment a Àsia com a tintura per a les veles de vaixells i per les xarxes de pescadors. El catxú té propietats impermeabilitzants i fungicides, que ajuden a la conservació dels teixits que es troben en contacte constant amb l'aigua marina. També es fa servir per a adobar el cuir i com a regulador de la viscositat en les perforacions petrolíferes.
L'extracte que s'obté d'aquesta planta també té usos medicinals. S'emprava en la fitoteràpia ayurvèdica per tractar les irritacions de la gorja i contra la diarrea, però només en quantitats molt petites, car és tòxic en dosis grans.
La fusta d'aquest arbre és bona per fer llenya i per a la fabricació de mobles i mànecs d'eines, car és dura i té un color roig molt agradable a la vista. La fusta té una densitat de 0.88 g/cm³.
Les llavors són comestibles i constitueixen una bona font de proteïna vegetal. Les seves fulles es fan servir sovint com a farratge pel bestiar, especialment per alimentar les cabres.

## Varietats
- Acacia catechu var. sundra (L.f.) Willd.

Varietat d'aquest arbre originària de l'Índia, Sri Lanka i Myanmar. Es considera una espècie invasora en alguns llocs del planeta.